# 平等子
平 等子（たいら の ともこ/とうし、生没年不詳）は平安時代前期から中期にかけての女官。右近衛中将・平好風の娘。光孝天皇の女御。
元慶8年（884年）8月29日、後宮に入り光孝天皇の女御となる。仁和2年（886年）正月8日、無位から正五位下に叙され、後に従三位に至る。